# 2019年イギリス総選挙
2019年イギリス総選挙（2019ねんイギリスそうせんきょ、英語: 2019 United Kingdom general election）は、2019年12月12日にイギリスで行われた議会（庶民院）議員の総選挙である。
2011年に制定された議会任期固定法により、次回の総選挙は当初2022年6月8日に実施されることになっていたが、ボリス・ジョンソン首相がイギリスの欧州連合離脱を推進するために解散総選挙を実施する動議や法案を提出し続け、4度目にようやく実施が決定した。12月に総選挙を行うのは1923年以来96年ぶりである。
これがエリザベス2世女王の在位下で行われた最後の総選挙となった。

## 概説
2019年7月、首相のテリーザ・メイは、庶民院で欧州連合と合意した離脱協定案の承認を得られなかった責任を取り総辞職し、後任に離脱強硬派で前外相のボリス・ジョンソンが就任した。
ジョンソンは就任時点での離脱期限である10月末の離脱を目指し、離脱協定案の承認がない「合意なき離脱」も辞さない姿勢を見せた。これに対し議会下院は9月5日、合意なき離脱を阻止する野党提出の法案を可決した。これを受け政府は事態打開のため、10月15日に総選挙を行う動議を提出したが否決された。9月9日の議会閉会直前に再度、解散総選挙を行う動議を提出したが、野党議員のほとんどが反対や棄権にまわり、必要な票数を得られず否決された。
その後、再開された議会で10月28日、政府は総選挙を12月12日に実施する動議を提出したが、合意なき離脱が消えない限りは解散総選挙を支持しないことを明らかにしている労働党などが反対にまわったため三度否決された。同日には英国・EU双方が、10月末に予定されていた離脱期日を2020年1月31日まで延期することに同意し、合意なき離脱の可能性は遠のいた。
ここで、ジョンソン首相は作戦を転換し、12月12日に総選挙を実施する法案を提出。成立に議会の3分の2以上の賛成が必要な動議と違い、法案は過半数の賛成で可決できるためハードルを下げ、これに離脱反対を訴える自由民主党とスコットランド国民党が、離脱阻止を訴えるために総選挙に賛成する意向を表明。最終的には労働党も賛成を表明し、議会下院は10月29日に法案を可決した。翌日の貴族院でも可決され、11月6日の議会解散と12月12日の総選挙実施が確定した。
11月4日、ジョン・バーコウは下院議長を退任すると同時に議員辞職し、後任に労働党出身のリンジー・ホイルが就任した。

## 選挙データ

### 内閣
- 選挙時：第1次ジョンソン内閣（第77代）
  - 首相：ボリス・ジョンソン（保守党党首）
  - 与党：保守党　閣外協力：民主統一党
- 選挙後：第2次ジョンソン内閣（第77代）
  - 首相：ボリス・ジョンソン（保守党党首）
  - 与党：保守党

### 解散日・公示日
- 2019年11月6日[6]

### 投票日
- 2019年12月12日

### 改選数
- 650

### 選挙制度
- 単純小選挙区制

投票方法
秘密投票、単記投票、1票制
選挙権
18歳以上のイギリス国籍を有する男女、および英連邦市民、アイルランド共和国市民で一定の欠格要件（刑務所に服役中など）に該当しない市民で、居住地域の自治体で選挙人登録をした者。
被選挙権
18歳以上のイギリス国籍を有する男女、および英連邦市民、アイルランド共和国市民で一定の欠格要件（刑務所に服役中など）に該当しない市民で、居住地域の自治体で選挙人登録をした者。
有権者数
47,587,254

## 選挙活動

### 党派別立候補者数
| 党派                                                               | 党派                               | 党首                                    | 候補者数 | 解散時 |
| ------------------------------------------------------------------ | ---------------------------------- | --------------------------------------- | -------- | ------ |
|                                                                    | 保守党                             | ボリス・ジョンソン                      | 635      | 298    |
|                                                                    | 労働党                             | ジェレミー・コービン                    | 631      | 244    |
|                                                                    | スコットランド国民党               | ニコラ・スタージョン                    | 59       | 35     |
|                                                                    | 自由民主党                         | ジョー・スウィンソン                    | 611      | 21     |
|                                                                    | 民主統一党                         | アーリーン・フォスター                  | 17       | 10     |
|                                                                    | シン・フェイン党                   | マリー・ルー・マクドナルド              | 15       | 7      |
|                                                                    | 改革無所属グループ                 | アンナ・スーブリ                        | 3        | 5      |
|                                                                    | プライド・カムリ                   | アダム・プライス                        | 36       | 4      |
|                                                                    | イングランド・ウェールズ緑の党     | シアン・ベリー ジョナサン・バートレイ   | 472      | 1      |
|                                                                    | バーケンヘッド社会正義党           | フランク・フィールド                    | 1        | 1      |
|                                                                    | 議長                               | リンジー・ホイル                        | 1        | 1      |
|                                                                    | ブレグジット党                     | ナイジェル・ファラージ                  | 275      | 0      |
|                                                                    | イギリス独立党                     | パトリシア・マウンテン（臨時）          | 44       | 0      |
|                                                                    | ヨークシャー党                     | クリストファー・ホイットウッド          | 28       | 0      |
|                                                                    | キリスト教人民同盟                 | シドニー・コードル                      | 29       | 0      |
|                                                                    | モンスター・レイビング・ルーニー党 | ハウリング・ラウド・ホープ              | 24       | 0      |
|                                                                    | スコットランド緑の党               | パトリック・ハービー ローナ・スレーター | 22       | 0      |
|                                                                    | 社会民主党                         | ウィリアム・クルストン                  | 20       | 0      |
|                                                                    | 自由党                             | スティーブ・ラドフォード                | 19       | 0      |
|                                                                    | 北アイルランド同盟党               | ナオミ・ロング                          | 18       | 0      |
|                                                                    | アルスター統一党                   | スティーブ・エイケン                    | 16       | 0      |
|                                                                    | 社会民主労働党                     | コラム・イーストウッド                  | 15       | 0      |
|                                                                    | 同意党                             | ピーター・トイビン                      | 7        | 0      |
|                                                                    | 動物福祉党                         | ヴァネッサ・ハドソン                    | 6        | 0      |
|                                                                    | リバタリアン党                     | アダム・ブラウン                        | 6        | 0      |
|                                                                    | 共に進む                           | アナベル・マリン                        | 5        | 0      |
|                                                                    | 更新党                             | ジュリー・ガーリング                    | 4        | 0      |
|                                                                    | 労働者革命党                       | ジョシュア・オガンリー                  | 5        | 0      |
|                                                                    | イギリス民主党                     | ロビン・ティルブルック                  | 5        | 0      |
|                                                                    | 国家党                             | シアン・カイアチ                        | 3        | 0      |
|                                                                    | 正義と反汚職党                     | ドナルド・ジェラード                    | 3        | 0      |
|                                                                    | イギリス青年党                     | トーマス・ホール                        | 3        | 0      |
|                                                                    | 緑の社会主義同盟                   | マイク・デイヴィス                      | 3        | 0      |
|                                                                    | 社会主義平等党                     | クリス・マースデン                      | 3        | 0      |
|                                                                    | 女性の平等党                       | マンドゥ・リード（臨時）                | 3        | 0      |
|                                                                    | 北アイルランド緑の党               | クレア・ベイリー                        | 3        | 0      |
|                                                                    | キリスト党                         | ジェフ・グリーン                        | 2        | 0      |
|                                                                    | 平和党                             | ジョン・モリス                          | 2        | 0      |
|                                                                    | イギリス社会党                     |                                         | 2        | 0      |
|                                                                    | 共産主義者同盟選挙運動             |                                         | 2        | 0      |
|                                                                    | ヨシュア                           | コリン・ランキン                        | 2        | 0      |
|                                                                    | スコットランド家族党               | リチャード・ルーカス                    | 2        | 0      |
|                                                                    | 地域統一党                         | カムラン・マリク                        | 2        | 0      |
|                                                                    | 利益より人民                       | -                                       | 2        | 0      |
|                                                                    | 北東党                             | マーク・バードン                        | 2        | 0      |
|                                                                    | オールダム・サドルワース名誉党     | ポール・エルロック                      | 2        | 0      |
|                                                                    | 退役軍人人民党                     | ロビン・ホースフォール                  | 2        | 0      |
|                                                                    | ヘビーウール独立党                 | アレクサンダー・ルキッチ                | 1        | 0      |
|                                                                    | アッシュフィールド独立党           | ジェイソン・ザドロズニー                | 1        | 0      |
|                                                                    | リンカンシャー独立党               | マリアンヌ・オーバートン                | 1        | 0      |
|                                                                    | コーンウォール党                   | ディック・コール                        | 1        | 0      |
|                                                                    | 無所属ネットワーク                 | イアン・スティーブンス                  | 1        | 0      |
|                                                                    | カノン渓谷党                       | アンドリュー・チェイニー                | 1        | 0      |
|                                                                    | バーンリー・パディハム党           | マーク・ペイン                          | 1        | 0      |
|                                                                    | シュロップシャー党                 | ロバート・ジョーンズ                    | 1        | 0      |
|                                                                    | カンブリア第一                     | ジョナサン・デイビス                    | 1        | 0      |
|                                                                    | ウィカム独立党                     | マット・ナイト                          | 1        | 0      |
|                                                                    | イギリス国民党                     | アダム・ウォーカー                      | 1        | 0      |
|                                                                    | 社会主義労働党                     |                                         | 1        | 0      |
|                                                                    | サイケデリック未来党               |                                         | 1        | 0      |
|                                                                    | 国際幸福党                         |                                         | 1        | 0      |
|                                                                    | 祖国党                             |                                         | 1        | 0      |
|                                                                    | ルートン最善党                     |                                         | 1        | 0      |
|                                                                    | イギリス市民運動党                 |                                         | 1        | 0      |
|                                                                    | 憲法改革党                         |                                         | 1        | 0      |
|                                                                    | 過激派エルヴィス教会党             |                                         | 1        | 0      |
|                                                                    | 庶民党                             |                                         | 1        | 0      |
|                                                                    | 宇宙海軍党                         |                                         | 1        | 0      |
|                                                                    | パトリア                           |                                         | 1        | 0      |
|                                                                    | 民主主義の再起動                   |                                         | 1        | 0      |
|                                                                    | 世界的な愛にふれる                 |                                         | 1        | 0      |
|                                                                    | 無所属                             | -                                       | 224      | 22     |
| 総計                                                               | 総計                               | 総計                                    | 3,320    | 649    |
| 出典： General Election 2019:results and analysis HOUSE OF COMMONS |                                    |                                         |          |        |

### 党派の動き

#### 与党
- 保守党（ボリス・ジョンソン党首）

欧州連合離脱を主張して635名を擁立。合意なき離脱に反対し党の方針と違う採決を行った前財務相のフィリップ・ハモンドなど21名を除名し、無所属や自民党に移籍して立候補した5名に対して刺客候補を擁立した。

#### 野党
- 労働党（ジェレミー・コービン党首）

解散直後の11月6日、労働党のトム・ワトソン副党首が個人的な理由で辞任し、総選挙には出馬しない意向を表明した。
- 自由民主党（ジョー・スウィンソン党首）
- プライド・カムリ（アダム・プライス党首）
- イングランド・ウェールズ緑の党（シアン・ベリー ジョナサン・バートレイ党首）

3党は、離脱反対の立場から共闘し候補者を調整。
- ブレグジット党（ナイジェル・ファラージ党首）

保守党との同盟を拒否されたため600選挙区で候補を擁立する方針を打ち出したが、離脱派の票が分散するとの懸念を受け、最終的には保守党が議席を持つ選挙区には対抗馬を立てない方針をとった。ブレグジット党のこの戦略が、保守党に大量の票が流れた要因となったと評価されている。

## 争点

### 欧州連合離脱
解散総選挙の直接のきっかけである欧州連合離脱の是非が争点となった。
保守党は総選挙で過半数を制すれば欧州連合からの離脱に必要な法案の審議をクリスマスまでに開始し、2020年1月末をもって離脱を実行すると公約に明記。また影響を緩和するための移行期間は延長せず、2020年12月末で終えるとも表明した。
一方で労働党は、政権交代が実現した場合は欧州連合と離脱条件を改めてまとめ、それをもとに半年以内に2回目の国民投票を実施すると公約に明記した。
主要な政党のうち離脱中止を公約に掲げているのは自由民主党のみである。

### 国民保健サービス改革
イギリスにおける国民保健サービス (NHS) は医療スタッフの不足や過重労働、また病院での待ち時間の長期化や手術の先送りなどの問題を抱えている。
保守党は病院の新規建設や看護師の増員を公約に設定。これに対し労働党は、予算の増額や、保守党政権下で廃止された看護学生に対する奨学金の復活を公約に盛り込んだ。
労働党は、保守党政権がNHSにアメリカ企業を参入させようとしていると主張し、保守党はこれを根拠のない疑惑であると反論。一方で保守党は、労働党がNHSに週休3日制を導入しようとしていると主張し、労働党はそのような計画はないと否定している。

## 選挙結果

### 概要
投票の結果、保守党は前回選挙より48議席を上乗せし過半数326を上回る365議席を獲得した。事前の世論調査等で保守党の優勢は伝えられていたものの、大方の予想を上回る勝利だった。保守党の議席数としては、マーガレット・サッチャー政権時に行われた1987年の総選挙（375議席）以来の圧勝となった。ボリス・ジョンソン首相はEUからの離脱実現に対する強力な信任を得たと勝利宣言し、2020年1月末までに必ず離脱すると表明した。
逆に労働党は前回選挙より59議席を減らし203議席にとどまり、1935年の総選挙以来の惨敗を喫した。これは今まで「レッドウォール」と呼ばれた労働党が圧倒的に優位な選挙区でも保守党が勝つほどであった。ジェレミー・コービン党首は残念な夜になったと敗北を認め、次回の選挙で党を率いることはないと事実上の党首辞任を表明した。
自由民主党は得票数を約130万票増やしたが、ジョー・スウィンソン党首が東ダンバートンシャー選挙区選挙区においてスコットランド国民党の候補に149票差で落選し党首を辞任した。

### 党派別獲得議席
| 党派別別獲得議席 選挙区別獲得議席                                  |                                    |                    |                    |                    |            |        |        |
| 党派                                                               | 党派                               | 党派               | 獲得 議席          | 増減               | 得票数     | 得票率 | 解散時 |
| 与党                                                               | 与党                               | 与党               | 365                | 067                | 13,966,454 | 43.63% | 298    |
|                                                                    |                                    | 保守党             | 365                | 067                | 13,966,454 | 43.63% | 298    |
| 野党・無所属他                                                     | 野党・無所属他                     | 野党・無所属他     | 285                | 066                | 18,047,656 | 56.37% | 351    |
|                                                                    |                                    | 労働党             | 202                | 042                | 10,269,051 | 32.08% | 244    |
|                                                                    | スコットランド国民党               | 48                 | 013                | 1,242,380          | 3.88%      | 35     |        |
|                                                                    | 自由民主党                         | 11                 | 010                | 3,696,419          | 11.55%     | 21     |        |
|                                                                    | 民主統一党                         | 8                  | 002                | 244,128            | 0.76%      | 10     |        |
|                                                                    | シン・フェイン党                   | 7                  | 増減なし           | 181,853            | 0.57%      | 7      |        |
|                                                                    | プライド・カムリ                   | 4                  | 増減なし           | 153,265            | 0.48%      | 4      |        |
|                                                                    | 社会民主労働党                     | 2                  | 002                | 118,737            | 0.37%      | 0      |        |
|                                                                    | イングランド・ウェールズ緑の党     | 1                  | 増減なし           | 835,597            | 2.61%      | 1      |        |
|                                                                    | 北アイルランド同盟党               | 1                  | 001                | 134,115            | 0.42%      | 0      |        |
|                                                                    | 議長                               | 1                  | 増減なし           | 26,831             | 0.08%      | 1      |        |
|                                                                    | ブレグジット党                     | 0                  | 増減なし           | 644,257            | 2.01%      | 0      |        |
|                                                                    | アルスター統一党                   | 0                  | 増減なし           | 93,123             | 0.29%      | 0      |        |
|                                                                    | ヨークシャー党                     | 0                  | 増減なし           | 29,201             | 0.09%      | 0      |        |
|                                                                    | スコットランド緑の党               | 0                  | 増減なし           | 28,122             | 0.09%      | 0      |        |
|                                                                    | イギリス独立党                     | 0                  | 増減なし           | 22,817             | 0.07%      | 0      |        |
|                                                                    | アッシュフィールド独立党           | 0                  | 増減なし           | 13,498             | 0.04%      | 0      |        |
|                                                                    | 自由党                             | 0                  | 増減なし           | 10,876             | 0.03%      | 0      |        |
|                                                                    | 改革無所属グループ                 | 0                  | 005                | 10,006             | 0.03%      | 5      |        |
|                                                                    | 同意党                             | 0                  | 増減なし           | 9,814              | 0.03%      | 0      |        |
|                                                                    | モンスター・レイビング・ルーニー党 | 0                  | 増減なし           | 9,739              | 0.03%      | 0      |        |
|                                                                    | 利益より人民                       | 0                  | 増減なし           | 7,526              | 0.02%      | 0      |        |
|                                                                    | バーケンヘッド社会正義党           | 0                  | 001                | 7,285              | 0.02%      | 1      |        |
|                                                                    | キリスト教人民同盟                 | 0                  | 増減なし           | 6,486              | 0.02%      | 0      |        |
|                                                                    | ヘビーウール独立党                 | 0                  | 増減なし           | 6,432              | 0.02%      | 0      |        |
|                                                                    | 社会民主党                         | 0                  | 増減なし           | 3,295              | 0.01%      | 0      |        |
|                                                                    | 動物福祉党                         | 0                  | 増減なし           | 3,086              | 0.01%      | 0      |        |
|                                                                    | 北東党                             | 0                  | 増減なし           | 2,637              | 0.01%      | 0      |        |
|                                                                    | リンカンシャー独立党               | 0                  | 増減なし           | 1,999              | 0.01%      | 0      |        |
|                                                                    | 北アイルランド緑の党               | 0                  | 増減なし           | 1,996              | 0.01%      | 0      |        |
|                                                                    | イギリス民主党                     | 0                  | 増減なし           | 1,987              | 0.01%      | 0      |        |
|                                                                    | リバタリアン党                     | 0                  | 増減なし           | 1,780              | 0.01%      | 0      |        |
|                                                                    | コーンウォール党                   | 0                  | 増減なし           | 1,660              | 0.01%      | 0      |        |
|                                                                    | オールダム・サドルワース名誉党     | 0                  | 増減なし           | 1,606              | 0.01%      | 0      |        |
|                                                                    | 無所属ネットワーク                 | 0                  | 増減なし           | 1,542              | 0.00%      | 0      |        |
|                                                                    | 国家党                             | 0                  | 増減なし           | 1,515              | 0.00%      | 0      |        |
|                                                                    | カノン渓谷党                       | 0                  | 増減なし           | 1,322              | 0.00%      | 0      |        |
|                                                                    | 退役軍人人民党                     | 0                  | 増減なし           | 1,219              | 0.00%      | 0      |        |
|                                                                    | バーンリー・パディハム党           | 0                  | 増減なし           | 1,162              | 0.00%      | 0      |        |
|                                                                    | シュロップシャー党                 | 0                  | 増減なし           | 1,141              | 0.00%      | 0      |        |
|                                                                    | カンブリア第一                     | 0                  | 増減なし           | 1,070              | 0.00%      | 0      |        |
|                                                                    | 平和党                             | 0                  | 増減なし           | 960                | 0.00%      | 0      |        |
|                                                                    | ウィカム独立党                     | 0                  | 増減なし           | 926                | 0.00%      | 0      |        |
|                                                                    | 正義と反汚職党                     | 0                  | 増減なし           | 728                | 0.00%      | 0      |        |
|                                                                    | キリスト党                         | 0                  | 増減なし           | 705                | 0.00%      | 0      |        |
|                                                                    | 更新党                             | 0                  | 増減なし           | 545                | 0.00%      | 0      |        |
|                                                                    | 労働者革命党                       | 0                  | 増減なし           | 524                | 0.00%      | 0      |        |
|                                                                    | イギリス国民党                     | 0                  | 増減なし           | 510                | 0.00%      | 0      |        |
|                                                                    | 社会主義労働党                     | 0                  | 増減なし           | 494                | 0.00%      | 0      |        |
|                                                                    | スコットランド家族党               | 0                  | 増減なし           | 465                | 0.00%      | 0      |        |
|                                                                    | 女性の平等党                       | 0                  | 増減なし           | 416                | 0.00%      | 0      |        |
|                                                                    | 地域統一党                         | 0                  | 増減なし           | 393                | 0.00%      | 0      |        |
|                                                                    | サイケデリック未来党               | 0                  | 増減なし           | 367                | 0.00%      | 0      |        |
|                                                                    | 国際幸福党                         | 0                  | 増減なし           | 363                | 0.00%      | 0      |        |
|                                                                    | 共に進む                           | 0                  | 増減なし           | 351                | 0.00%      | 0      |        |
|                                                                    | イギリス青年党                     | 0                  | 増減なし           | 311                | 0.00%      | 0      |        |
|                                                                    | 緑の社会主義同盟                   | 0                  | 増減なし           | 278                | 0.00%      | 0      |        |
|                                                                    | 祖国党                             | 0                  | 増減なし           | 270                | 0.00%      | 0      |        |
|                                                                    | ルートン最善党                     | 0                  | 増減なし           | 268                | 0.00%      | 0      |        |
|                                                                    | イギリス市民運動党                 | 0                  | 増減なし           | 257                | 0.00%      | 0      |        |
|                                                                    | ヨシュア                           | 0                  | 増減なし           | 204                | 0.00%      | 0      |        |
|                                                                    | 憲法改革党                         | 0                  | 増減なし           | 186                | 0.00%      | 0      |        |
|                                                                    | 過激派エルヴィス教会党             | 0                  | 増減なし           | 172                | 0.00%      | 0      |        |
|                                                                    | 社会主義平等党                     | 0                  | 増減なし           | 172                | 0.00%      | 0      |        |
|                                                                    | イギリス社会党                     | 0                  | 増減なし           | 157                | 0.00%      | 0      |        |
|                                                                    | 庶民党                             | 0                  | 増減なし           | 132                | 0.00%      | 0      |        |
|                                                                    | 宇宙海軍党                         | 0                  | 増減なし           | 118                | 0.00%      | 0      |        |
|                                                                    | パトリア                           | 0                  | 増減なし           | 109                | 0.00%      | 0      |        |
|                                                                    | 共産主義者同盟選挙運動             | 0                  | 増減なし           | 100                | 0.00%      | 0      |        |
|                                                                    | 民主主義の再起動                   | 0                  | 増減なし           | 67                 | 0.00%      | 0      |        |
|                                                                    | 世界的な愛にふれる                 | 0                  | 増減なし           | 47                 | 0.00%      | 0      |        |
|                                                                    | 無所属                             | 0                  | 022                | 206,486            | 0.64%      | 22     |        |
|                                                                    | 欠員                               | 欠員               | 0                  | 001                | －         | －     | 1      |
| 総計                                                               | 総計                               | 総計               | 650                | 増減なし           | 32,014,110 | 100.0% | 650    |
| 有効票数（有効率）                                                 | 有効票数（有効率）                 | 有効票数（有効率） | 有効票数（有効率） | 有効票数（有効率） | 32,014,110 | 99.63% |        |
| 無効票数（無効率）                                                 | 無効票数（無効率）                 | 無効票数（無効率） | 無効票数（無効率） | 無効票数（無効率） | 117,919    | 0.37%  |        |
| 投票者数（投票率）                                                 | 投票者数（投票率）                 | 投票者数（投票率） | 投票者数（投票率） | 投票者数（投票率） | 32,132,029 | 67.52% |        |
| 棄権者数（棄権率）                                                 | 棄権者数（棄権率）                 | 棄権者数（棄権率） | 棄権者数（棄権率） | 棄権者数（棄権率） | 15,455,225 | 32.48% |        |
| 有権者数                                                           | 有権者数                           | 有権者数           | 有権者数           | 有権者数           | 47,587,254 | 100.0% |        |
| 出典： General Election 2019:results and analysis HOUSE OF COMMONS |                                    |                    |                    |                    |            |        |        |

### 地域別当選者数
| 地域別獲得議席 イングランド スコットランド ウェールズ 北アイルランド |      |      |        |      |      |      |      |      |      |      |    |      |        |      |                 |
| 地方                                                                 | 区数 | 保守 | 与党計 | 労働 | ス国 | 自民 | 民統 | シフ | プカ | 社労 | 緑 | 同盟 | 野党計 | 議長 | 与党計 - 野党計 |
| ノース・イースト・イングランド                                       | 29   | 10   | 10     | 19   | 0    | 0    | 0    | 0    | 0    | 0    | 0  | 0    | 19     | 0    | -9              |
| ノース・ウェスト・イングランド                                       | 75   | 32   | 32     | 41   | 0    | 1    | 0    | 0    | 0    | 0    | 0  | 0    | 42     | 1    | -10             |
| ヨークシャー・アンド・ザ・ハンバー                                   | 54   | 26   | 26     | 28   | 0    | 0    | 0    | 0    | 0    | 0    | 0  | 0    | 28     | 0    | -2              |
| イースト・ミッドランズ                                               | 46   | 38   | 38     | 8    | 0    | 0    | 0    | 0    | 0    | 0    | 0  | 0    | 8      | 0    | 30              |
| ウェスト・ミッドランズ                                               | 59   | 44   | 44     | 15   | 0    | 0    | 0    | 0    | 0    | 0    | 0  | 0    | 15     | 0    | 29              |
| イースト・オブ・イングランド                                         | 58   | 52   | 52     | 5    | 0    | 1    | 0    | 0    | 0    | 0    | 0  | 0    | 6      | 0    | 46              |
| グレーター・ロンドン                                                 | 73   | 21   | 21     | 49   | 0    | 3    | 0    | 0    | 0    | 0    | 0  | 0    | 52     | 0    | -31             |
| サウス・イースト・イングランド                                       | 84   | 74   | 74     | 8    | 0    | 1    | 0    | 0    | 0    | 0    | 1  | 0    | 10     | 0    | 64              |
| サウス・ウェスト・イングランド                                       | 55   | 48   | 48     | 6    | 0    | 1    | 0    | 0    | 0    | 0    | 0  | 0    | 7      | 0    | 41              |
| スコットランド                                                       | 59   | 6    | 6      | 1    | 48   | 4    | 0    | 0    | 0    | 0    | 0  | 0    | 53     | 0    | -47             |
| ウェールズ                                                           | 40   | 14   | 14     | 22   | 0    | 0    | 0    | 0    | 4    | 0    | 0  | 0    | 26     | 0    | -12             |
| 北アイルランド                                                       | 18   | 0    | 0      | 0    | 0    | 0    | 8    | 7    | 0    | 2    | 0  | 1    | 18     | 0    | -18             |
| 合計                                                                 | 650  | 365  | 365    | 202  | 48   | 11   | 8    | 7    | 4    | 2    | 1  | 1    | 284    | 1    | 81              |
| 出典： General Election 2019:results and analysis HOUSE OF COMMONS   |      |      |        |      |      |      |      |      |      |      |    |      |        |      |                 |

## 議員

### 初当選
保守党
名
- ゲイリー・サムブルック
- デヘナ・デイヴィソン
- スコット・ベントン
- マーク・フレッチャー
- マーク・ローガン
- ジェイミー・ウォリス
- アントニー・ヒギンボサム
- ジェームズ・デイリー
- サイモン・ベインズ
- ジェイソン・マッカートニー
- キーラン・ムラン
- ピーター・ギブソン
- ロブ・ロバーツ
- マーク・イーストウッド

- ニック・フレッチャー
- トム・ランドール
- リア・ニチ
- クリス・クラーン
- ロバート・ラーガン
- サラ・ブリトクリフ
- トム・ハント
- ロビー・ムーア
- フェリシティ・ブチャン
- ジェームズ・グランディ
- カール・マッカートニー
- リチャード・ホールデン
- ポール・ブリストウ
- ジェイコブ・ヤング

- ホリー・マンビー＝クロフト
- ポール・ハウエル
- マット・ビッカース
- ジョー・ギデオン
- ジョナサン・ガリス
- シオバン・ベイリー
- ジェームズ・デイヴィス
- イムラン・アフマド・カーン
- アンディ・カーター
- ジェーン・スティーブンソン
- スチュアート・アンダーソン
- マーク・ジェンキンソン
- ジョイ・モリッシー
- クリスチャン・ウェイクフォード

- アマンダ・ソロウェイ
- アンジェラ・リチャードソン
- ガガン・モヒンドラ
- ジョン・レッドウッド
- フェイ・ジョーンズ
- エリオット・コルバーン
- キャロライン・アンセル
- エドワード・ティンプソン
- マイク・フリーア
- グラハム・ブレイディ
- ニッキー・エイケン
- アンソニー・マングナル
- ダレン・ヘンリー

労働党
名
- タヒル・アリ
- レイチェル・ホプキンス
- サム・タリー
- ナディア・ホイットーム
- ミック・ホイットリー

スコットランド国民党
名
- スティーブン・ボナー
- ケニー・マカスキル
- アン・マクラフリン
- ニール・ハンヴィー
- オーウェン・トンプソン

- マーガレット・フェリエ
- デイブ・ドゥーガン
- キルスティン・オズワルド
- リチャード・トムソン
- ジョン・ニコルソン

- アリン・スミス
- エイミー・キャラハン

自由民主党
名
- サラ・オルニー
- デイジー・クーパー
- ウェンディ・チェンバレン

シン・フェイン党
名
- ジョン・フィヌケーン

社会民主労働党
名
- クレア・ハンナ
- カラム・イーストウッド

### 引退・不出馬
無所属
- ジョン・バーコウ[注 4]

### 落選
計79名
保守党
7名
- キルステイン・ヘア
- ポール・マスタートン
- コリン・クラーク
- ルーク・グラハム
- ザック・ゴールドスミス

- アン・メイン
- スティーブン・カー

労働党
46名
- リチャード・バーデン
- ヘレン・グッドマン
- ゴードン・マースデン
- デニス・スキナー
- デヴィッド・クラウスビー
- マドレーヌ・ムーン
- ジュリー・クーパー
- ジェームズ・フリス
- スーザン・エラン・ジョーンズ
- セルマ・ウォーカー
- ローラ・スミス
- ヒュー・ガフニー

- ジェニー・チャップマン
- デビッド・ハンソン
- ポーラ・シェリフ
- キャロライン・フリント
- マーティン・ホイットフィールド
- ヴァーノン・コーカー
- ポール・スウィーニー
- メラニー・オン
- リズ・マッキネス
- ルース・ジョージ
- グラハム・ジョーンズ
- サンディ・マーティン

- ジョン・グローガン
- エマ・デント・コアド
- レスリー・レアード
- ジョアン・プラット
- カレン・リー
- ダニエル・ローリー
- ローラ・ピドコック
- リサ・フォーブス
- アンナ・ターリー
- ジェラルド・キレン
- ニック・ダキン

- フィル・ウィルソン
- ポール・ウィリアムズ
- ガレス・スネル
- ルース・スミース
- デヴィッド・ドリュー
- クリス・ルアン
- メアリー・クリーグ
- ファイサル・ラシッド
- エマ・レイノルズ
- エレノア・スミス
- スー・ヘイマン

自由民主党
11名
- フィリップ・リー
- ジェーン・ドッズ
- トム・ブレーキ
- スティーブン・ロイド
- ジョー・スウィンソン

- サム・ギマ
- アントワネット・サンドバッハ
- ルシアナ・バーガー
- アンジェラ・スミス
- チュカ・ウムンナ

- サラ・ウォラストン

民主統一党
2名
- ナイジェル・ドッズ
- エマ・リトル=ペンゲリー

バーケンヘッド社会正義党
1名
- フランク・フィールド

シン・フェイン党
1名
- エリシャ・マッキャリオン

スコットランド国民党
1名
- スティーブン・ゲティンス

無所属
10名
- ドミニク・グリーヴ
- ロジャー・ゴドシフ
- イワン・ルイス
- クリス・ウィリアムソン
- アン・ミルトン

- ギャビン・シューカー
- デヴィッド・ゴーク
- アンナ・スーブリー
- マイク・ゲイプス
- クリス・レスリー